# Krasni (Tijoretsk)
Krasni (del ruso: Красный) es un jútor del raión de Tijoretsk del krai de Krasnodar, en Rusia. Está situado en las llanuras de Kubán-Priazov, a orillas de un pequeño afluente por la izquierda del río Chelbas, 32 km al sudeste de Tijoretsk y 122 km al nordeste de Krasnodar, la capital del krai. Tenía 186 habitantes en 2010
Pertenece al municipio Jopiórskoye.

## Transporte
Por la localidad pasa la carretera federal M29 Cáucaso Pávlovskaya-frontera azerí.